# Ндур, Шер
Шер Ндур (итал. Cher Ndour; родился 27 июля 2004) — итальянский футболист, центральный полузащитник клуба «Фиорентина».

## Клубная карьера
Ндур является воспитанником клубов «Брешиа», «Аталанта» и «Бенфика». 2 мая 2021 года дебютировал за «Бенфику B», став самым молодым игроком в истории клуба. 18 марта 2023 года Ндур дебютировал за основную команду «Бенфики» в матче Примейра-лиги против «Витории Гимарайнш». 12 июля 2023 года перешёл в «Пари Сен-Жермен» на правах свободного агента и подписал контракт до 30 июня 2028 года.
3 февраля 2025 года перешёл в «Фиорентину».

## Карьера в сборной
Выступал за сборные Италии до 15, до 16, до 18, до 19, до 20 лет и до 21 года.

## Достижения
«Бенфика»
- Чемпион Португалии: 2022/23

«Пари Сен-Жермен»
- Обладатель Суперкубка Франции: 2023

Сборная Италии
- Чемпион юношеского чемпионата Европы (до 19 лет): 2023